# Lê Hiền Đức

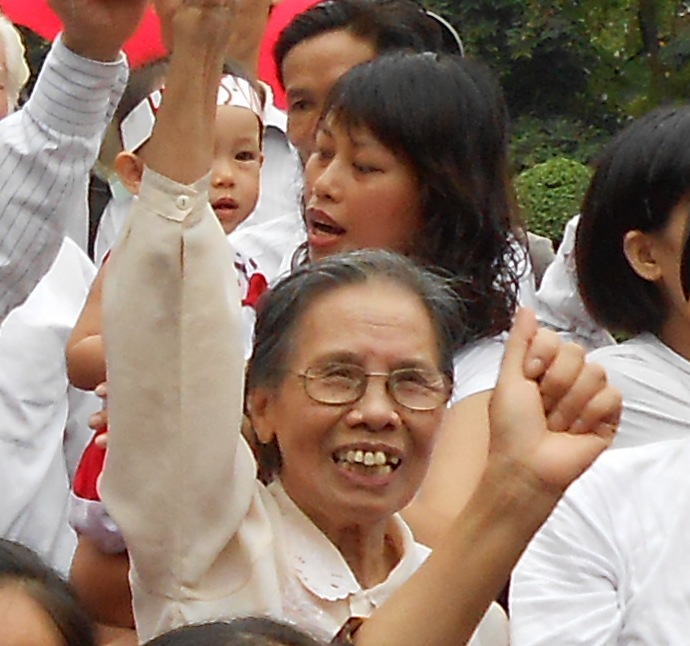
Lê Hiền Đức

Lê Hiền Đức (* 12. Dezember 1932; Geburtsname Phạm Thị Dung Mỹ) ist eine Vietnamesin, die durch ihr Engagement gegen Korruption bekannt wurde. Am 12. Dezember 2007 wurde die Bürgerrechtlerin – gemeinsam mit dem Basler Strafrechts-Professor Mark Pieth – von Transparency International mit dem jährlich vergebenen „Integritätspreis“ ausgezeichnet.
Die heute in Hanoi lebende Großmutter von acht Enkeln war im Indochinakrieg gegen Frankreich und im Vietnamkrieg gegen die USA mit der Entschlüsselung von Funksprüchen beschäftigt. Außerhalb der Kriegseinsätze arbeitete sie bis zu ihrer Pensionierung 1984 als Grundschullehrerin.
Seither ist sie besonders aktiv im Kampf gegen Korruption in Vietnam, unter anderem dadurch, dass sie Mitbürger, die sich an sie wenden, unterstützt und Öffentlichkeitsarbeit macht.